# Klassieke logica
In de wiskundige logica wordt een logica klassiek genoemd, wanneer ze tweewaardig is en in die logica de wet van de uitgesloten derde geldt. Bovendien is gevolgtrekking in klassieke logica's monotoon. Over het algemeen worden alleen de propositie- en predicatenlogica ertoe gerekend. Bijna alle wiskundeteksten zijn gebaseerd op klassieke logica's.
Voorbeelden van klassieke logica's zijn de klassieke propositie- en predicatenlogica, hoewel beide ook niet-klassieke interpretaties hebben, en de syllogistiek van Aristoteles.
Aristoteles noemt twee principes, twee axioma's voor de logica:
- De Wet van de non-contradictie
- De Wet van de uitgesloten derde

Deze kunnen volgens Aristoteles niet worden bewezen. 
Voorbeelden van logica's die niet klassiek zijn, zijn de intuïtionistische logica, de meerwaardige logica en de paraconsistente logica. Soms worden ook modale logica's tot de niet-klassieke logica's gerekend omdat ze niet waarheidsfunctioneel zijn. Ze hebben namelijk ook operatoren die de mate van zekerheid, gevoelswaarden of andere modaliteiten aangeven.